# Николай Рукавишников
Никола̀й Никола̀евич Рукавѝшников е съветски космонавт, инженер-физик.
Той е първият граждански командир на космически кораб. Командир е на първия полет с българин-космонавт – с Георги Иванов на борда на „Союз-33“, когато за първи път се налага корабът да се приземи в ръчен режим.

## Биография
Николай Рукавишников е роден в семейство на железопътни работници в Томск на 18 септември 1932 г. Постъпва в Московския инженерно-физически институт (1951). Завършва факултета по електронно-изчислителни устройства и средства за автоматика и получава квалификация „инженер-физик“ по специалността „Диелектрици и полупроводници“ (1957).
Работи в научноизследователски институт „Конструкторското бюро на Сергей Корольов“ (ОКБ-1). Кандидат е на техническите науки.
Зачислен от допълнителния набор в отряда на съветските космонавти от „Група граждански специалисти №2“ (1967). Преминава пълния курс на подготовка за полети с кораби от типа Союз и орбитални станции от типа „Салют“. Преминава подготовка по лунната програма на СССР.

### Първи полет
От 23 април до 25 април 1971 г. извършва своя първи космически полет в качеството на инженер-изпитател с космическия кораб „Союз 10“. Програмата на полета предвижда триседмична работа на борда на орбиталната космическа станция „Салют-1“. Заради технически неизправности полета е прекъснат преждевременно и станцията не е посетена. Полетът продължава 1 денонощие 23 часа 45 минути и 54 секунди.

### Втори полет
От 2 декември до 8 декември 1974 г. е бординженер на космическия кораб „Союз 16“. На орбита са проведени изпитания на възела за скачване, създаден по програмата ЕПАС. Полетът продължава 5 денонощия 22 часа 23 минути и 35 секунди.
Член е на дублиращия екипаж на „Союз 19“ през юли 1975 г. и на дублиращия екипаж за съветско-чехословашкия полет през март 1978 г.

### Трети полет
От 10 април до 12 април 1979 г. е командир на космическия кораб „Союз 33“. Полетът е част от програмата Интеркосмос и космонавт-изследовател е българина Георги Иванов. В програмата са предвидени посещение на космическата станция „Салют-6“ и провеждането на редица експерименти на нея. Заради авария на главния двигател на кораба е решено скачването да не се извършва и да се направи аварийно приземяване с втория двигател. Полетът продължава 1 денонощие 23 часа 1 минута и 6 секунди.
Преминава и подготовка за съветско-индийския полет, но заради заболяване не взема участие в него.

### След космонавтиката
След напускането на отряда на космонавтите работи като заместник-началник на отделение в НПО „Енергия“. Председател е на Федерацията по космонавтика на СССР от 1985 до 1991 г. От 1991 г. е президент на Федерацията по космонавтика на Русия.
Умира на 19 октомври 2002 г. от инфаркт.

### Награди
- Герой на Съветския съюз и Орден „Ленин“ (1971, 1974)
- Орден „Ленин“ (1979)
- Герой на МНР и Орден „Сухе Батор“ (1972)
- Герой на НРБ и Орден „Георги Димитров“ (1979)
- Златен медал „Константин Циолковски“ на Академия на науките на СССР.
- Провъзгласен за Почетен гражданин на Ловеч на 29 април 1979 г. „Като командир на полета на космическия кораб „Союз 33“, с който лети Георги Иванов“
- Почетен гражданин на градове: в Казахстан - на Аркалик, Джезказган и Караганда, в Монголия - на Сухе Батор, в Русия - на Калуга, Кяхта и Томск, в САЩ - на Хюстън.